# Suppléant
Un suppléant est une personne désignée pour remplacer une autre dans le cas où cette dernière viendrait à ne plus pouvoir assurer ses fonctions.

## Belgique
La loi du 29 décembre 1899 relative à l'application de la représentation proportionnelle aux élections législatives, introduisait le système de suppléants.

## France
L'article 21 de la Constitution prévoit deux cas dans lesquels le Premier ministre peut suppléer le président de la République.
En France, la démission d'un député, sauf démission pour cumul de mandats,, n'entraîne pas son remplacement par le suppléant, mais des élections législatives partielles. Le suppléant, élu en même temps que le député, reprend les fonctions du député seulement si celui-ci démissionne pour cause de cumul de mandats,, décède, entre au gouvernement, dispose d'une mission de plus de six mois confiée par le gouvernement ou accepte les fonctions de membre du Conseil constitutionnel ou de Défenseur des droits,. Les suppléants doivent remplir les mêmes conditions d'éligibilité que les titulaires .
Le suppléant porte le titre honorifique de « député suppléant » et peut représenter le député en titre lors de réunions ou de manifestations, mais il n'occupe aucune fonction, n'a aucun pouvoir et ne perçoit aucun émolument.

## En Suisse
Dans les cantons suisses, un député suppléant est un élu au parlement cantonal qui sert de remplaçant. Leur statut et fonction ainsi que l'élection est très variable d'un canton à l'autre. 